# Isla Manda
Isla Manda es una isla del archipiélago de Lamu de Kenia, conocida por los puertos del siglo noveno de Takwa y la ciudad de Manda. La isla está unida por ferry a Lamu y es el lugar donde se encuentra el aeropuerto de Manda, mientras que la isla de Manda Toto se encuentra al oeste. La isla está separada del continente por el estrecho canal de Mkanda.
Manda y Takwa fueron abandonadas, probablemente debido a la falta de agua en la primera mitad del siglo XIX.